# Metoda Knoopa
Metoda Knoopa – jedna ze statycznych metod pomiaru twardości materiałów, opracowana przez Narodowe Biuro Standaryzacji (USA) w 1939 r. Jest bardzo podobna do metody Vickersa, różnica leży w geometrii wgłębnika - romboedrycznej piramidy diamentowej. Efektem jest odcisk o stosunku długości przekątnych 7:1. Zastosowanie nieco niższych nacisków jednostkowych niż w metodzie Vickersa umożliwiło zastosowanie metody Knoopa do pomiaru twardości cienkich warstw oraz materiałów kruchych, takich jak szkło czy ceramika. Wartość twardości wyznaczana jest według wzoru:

{\displaystyle {\mbox{HK}}=14.228*{\frac {0.102*F}{\ d^{2}}}}

gdzie:

HK – twardość Knoopa;

F – obciążenie wgłębnika;

d – długość dłuższej przekątnej odcisku;

## Sposób pomiaru
Pomiar tym sposobem polega na statycznym wciskaniu diamentowego ostrosłupa o podstawie rombu w płaską dostatecznie gładką powierzchnię przedmiotu. Przeciwległe krawędzie kąta bryłowego ostrosłupa tworzą różne kąty, przy czym kąt większy = 172° 30', a mniejszy = 130°. Obraz odcisku jest zawsze rombem o stosunku przekątnych równym 7. Twardością Knoopa HK nazywa się stosunek obciążenia F w kilogramach - siły (kG) do pola A w mm2 rzutu powierzchni odcisku na badaną płaska powierzchnię.
HK = 14,228 F / l2 kG / mm2
Sposób Knoopa można stosować do pomiarów mikrotwardości najczęściej w granicach
obciążeń od 0,025 kG do 0,1 kG lub do pomiarów makrotwardości do obciążeń 50 kG.

## Zalety metody Knoopa
1. Mała głębokość odcisku ok. 1 / 30 większej przekątnej rombu (mniejsza niż u Vickersa, ok. 1/7 przekątnej kwadratu);

2. Małe błędy pomiaru w porównaniu z metodą Vickersa (zwiększają się przy najmniejszych obciążeniach mniejszych od 0,025 kG np: przy 0,001: 0,015 kG itp.)

3. Możność badania materiałów bardzo twardych i kruchych, jak np.: szkło, emalia, które przy innych pomiarach pękają.